# Carlos Condit
Pour les articles homonymes, voir Condit.
Carlos Joseph Condit, né le 26 avril 1984 à Albuquerque au Nouveau-Mexique, est un pratiquant professionnel de MMA américain. Il est actuellement en concurrence dans la division poids mi-moyens de l'Ultimate Fighting Championship.
Il est réputé pour ses enchainements pieds-poings (style muay thaï), son mental et sa capacité à finir ses combats (27 de ses 29 victoires avant la fin du temps règlementaire dont 14 KO et 13 soumissions). Il est considéré comme l'un des meilleurs combattants de la division et a été une fois champion poids mi-moyens de l'UFC par intérim.

## Parcours en arts martiaux mixtes

### Débuts
Carlos Condit débute dans le MMA en septembre 2002, à l'âge de 18 ans. Doté d'un bon niveau en jiu-jitsu, il soumet Nick Roscoria au premier round. Il combat principalement aux alentours de sa ville natale, Albuquerque, et enchaîne les victoires une à une par KO et soumissions. Il perd un combat par soumission en septembre 2004, contre Carlo Prater, mettant fin à une série de huit victoires en deux ans.
Il renoue avec la victoire juste après en novembre, et enchaîne trois victoires de plus l'année suivante.
En octobre 2005, il se lance dans l'aventure japonaise en combattant dans une fédération de Pancrace mais perd son premier combat et décide alors rentrer au pays.
Il se relance à Hawaï en novembre 2005 pour la promotion Rumble on the Rock et participe au tournoi ROTR WW Tournament Opening Round. Après trois victoires dont une sur Franck Trigg, il est battu par Jake Shields en avril 2006.
Sa série noire commence avec une seconde défaite consécutive des mains de Pat Healy (en) lors de son passage dans l'organisation Extreme Wars.
Un mois après, en juillet 2006, il retente sa chance au Japon et rencontre un vif succès avec trois nouvelles victoires (2 KO, 1 soumission). Après sa troisième victoire, il est contacté par le World Extreme Cagefighting, fédération majeure aux États-Unis à l'époque.

### World Extreme Cagefighting
Il fait ses débuts en janvier 2007 et gagne au premier round par soumission.
Il se voit offrir une opportunité pour décrocher le titre vacant de champion mi-moyens du WEC en mars 2007, qu'il remporte contre John Allesio. Il s'agit là de son premier titre depuis ses débuts professionnels.
Quelques mois plus tard il défend son titre en gagnant encore par soumission dès le premier round. Il défend ensuite de nouveau son titre dans sa ville natale, Albuquerque, dans un combat revanche contre Carlo Prater, le premier combattant à l'avoir vaincu. Il gagne de nouveau par soumission.
Après une dernière défense de titre, il est contacté par l'Ultimate Fighting Championship et quitte le WEC en laissant son titre vacant.

### Ultimate Fighting Championship

#### Premiers combats
Zuffa, société mère de l'Ultimate Fighting Championship et, depuis fin 2006 également du WEC,
décide de transférer le champion des poids mi-moyens de cette dernière organisation au sein de l'UFC au début de l'année 2009.
Carlos Condit débute alors la compétition dans la plus importante promotion en tête d'affiche de l'UFC Fight Night 18, le 1er avril 2009, face au kick-boxeur danois Martin Kampmann.
Au terme d'un combat serré, Condit perd le match par décision partagée
(29-28, 28-29, 28-29).
Il était ensuite censé combattre Chris Lytle mais à cause d'une blessure, son adversaire déclare forfait.
Jake Ellenberg remplace alors Lytle. Condit gagne, mais pour la première fois de sa carrière par décision.
Il doit par la suite déclarer forfait alors qu'il devait affronter Paul Daley lors de l'UFC 108, à cause d'une blessure.
Carlos Condit revient à la compétition face au jeune Canadien encore invaincu, Rory MacDonald, lors de l'UFC 115 du 12 juin 2010.
Le combat est serré, mais MacDonald semble supérieur sur les deux premiers rounds, réussissant à amener son adversaire au sol à plusieurs reprises. Condit revient cependant dans le troisième round en se montrant plus agressif et reprend l'avantage. Dans la dernière minute, Condit réussit à passer en position montée et commence un ground and pound efficace. L'arbitre interrompt le match à sept secondes de son terme, MacDonald n'étant alors plus capable de se défendre et Condit remporte ainsi le match par TKO.
L'affrontement est gratifié du bonus du combat de la soirée.
En octobre 2010, il bat Dan Hardy par KO lors de l'UFC 120. Comme contre MacDonald, le combat se déroule dans le pays natal de l'adversaire, en Angleterre. Il remporte cette fois-ci le bonus du KO de la soirée lors de l’événement. Les deux se frappent d'un crochet du gauche en même temps. Hardy touche à la pommette, Condit sous le menton. Hardy s'effondre alors que Condit encaisse le coup avec un léger recul.
Il devait affronter Chris Lytle lors de l'UFC 127 en février 2011 mais doit déclarer forfait à cause d'une blessure survenue à l'entrainement. Il est alors remplacé par Brian Ebersole.
Condit revient lors de l'UFC 132 en juillet 2011, contre Dong Hyun Kim. Il remporte ce combat, et pour la seconde fois de suite remporte la récompense du KO de la soirée. C'est aussi la première défaite du Coréen. Le Coréen reçoit un coup de genou sauté qui l'envoie au tapis, sonné et incapable de se protéger face à l'avalanche de coups qui suit.

#### Champion intérimaire des poids mi-moyens de l'UFC
Il devait alors combattre B.J. Penn lors de l'UFC 137 en septembre 2011, alors que Nick Diaz devait, lui, combattre Georges St-Pierre. Diaz ne se présente pas lors des deux conférences de presse servant à promouvoir ce combat de championnat. Il est sanctionné et Condit est alors choisi pour le remplacer.
Diaz affronte alors Penn et remporte le match. L'UFC change de nouveau ses plans et remet ce dernier dans la position d'aspirant numéro un, passant ainsi devant Condit, l'enjeu commercial d'un combat entre le champion de l'UFC et le champion du Strikeforce ayant été jugé plus légitime. Ce combat devait avoir lieu à l'UFC 143 durant lequel Condit devait finalement faire face à Josh Koscheck. La complexité de la situation ne va pas s'arranger puisque St-Pierre se blesse pour une longue durée (ligament croisé du genou droit) peu de temps avant. L'UFC 143 est donc une nouvelle fois chamboulé, avec en tête d'affiche Carlos Condit face à Nick Diaz pour le titre intérimaire des poids mi-moyens de l'UFC.
Condit remporte le combat par décision unanime, et devient donc champion intérimaire le 4 février 2012. C'est seulement la deuxième fois qu'il ne gagne pas avant la fin du temps. Il combat avec intelligence, respectant un plan de match qui consiste à ramener le combat le plus possible au centre de l'Octogone. En effet, Diaz a pour habitude de coincer son adversaire contre la cage et de le détruire grâce à une bonne boxe. Condit essuie d'ailleurs des critiques sur cette attitude, certains fans lui reprochant d'avoir fui le combat. Mais Diaz a perdu ses moyens face à un adversaire qui a réussi à esquiver sa stratégie habituelle et qui l'a dominé lorsque le combat s'est recentré. Après le match, Diaz est contrôlé positif au test anti-drogue à la suite de la consommation de marijuana et est suspendu pour un an.
Il décide de patienter jusqu'au retour du champion. Le combat visant à réunifier les deux ceintures se déroule lors de l'UFC 154, le 17 novembre 2012. Condit perd le combat par décision unanime, bien qu'il soit le seul à avoir ébranlé St-Pierre depuis plus de 5 ans. Grâce à un enchaînement (gauche, droite, high kick gauche), il envoie le champion au tapis et finit le round en ground and pound. Mais cela ne suffit pas, la domination du Québécois pendant le reste du combat étant assez nette. À la fin du combat, ce dernier déclare à Joe Rogan qu'il est son adversaire le plus dur jusqu'à ce jour.

#### Nouvelle course au titre
À la suite de cette défaite, il affronte Johny Hendricks, le 16 mars 2013, lors de l'UFC 158. Il perd ce combat par décision unanime mais remporte le bonus du combat de la soirée pour la deuxième fois.
Le 28 août 2013, il prend sa revanche face a Martin Kampmann. Il gagne le combat au 4e round grâce à un TKO (Poing et genou), il remporte le bonus du  combat de la soirée pour la troisième fois.
Il est ensuite annoncé dans un combat face à Matt Brown, compétiteur bien placé pour avoir prochainement une chance pour le titre à la suite de sa longue série de victoires dans l'organisation, prévu pour l'UFC on Fox 9 du 14 décembre 2013. Mais Brown se blesse à une semaine de l'échéance et le match est annulé.
Finalement, Condit affronte Tyron Woodley à l'UFC 171, le 15 mars 2014. En cas de victoire, Condit serait le prochain aspirant numéro un au titre poids mi-moyens.
Bien qu'il touche nettement sur une accélération, son adversaire démarre mieux le combat que lui, Carlos prenant plusieurs coups bien sentis et démontre une fois de plus sa capacité à encaisser. Dans le second round, il grimace à la suite d'une amenée au sol et semble s'être tordu le genou. Quelques secondes plus tard, alors qu'il pivote sur ce même genoux à la suite d'un low kick, l'articulation lache et Carlos s'écroule en se tenant la jambe. L'arbitre stoppe le combat et Woodley est déclaré vainqueur par TKO. Cette défaite sur blessure est sa première par KO/TKO.
Éloigné depuis plus d'un an de la compétition, il revient en tête d'affiche de l'UFC Fight Night 67 du 30 mai 2015 au Brésil, face à Thiago Alves.
Dans le second round, Alves s'écroule sur un coup de Carlos Condit. Ce dernier suit alors le combat au sol et continue d'enchainer les coups qui marquent son adversaire. À la fin de cette reprise dominée par Condit, le Brésilien affichant un visage ensanglanté et un nez manifestement cassé n'est pas autorisé à reprendre le combat. Condit est alors déclaré vainqueur par TKO.
Après cette victoire, Carlos Condit est programmé comme prochain prétendant au titre des poids mi-moyens de l'UFC, face à Robbie Lawler, en vedette de l'UFC 193 du 15 novembre 2015 en Australie.
Mais à la suite d'une blessure au pouce du champion,
le match est repoussé au 2 janvier 2016, en tant que combat principal de l'UFC 195 .

## Vie privée
Condit est marié depuis décembre 2010 à Seager Marie McCullah. Le couple a eu son premier enfant en mars 2010.

## Palmarès en arts martiaux mixtes
| 46 combats     | 32 victoires | 14 défaites |
| Par KO         | 15           | 1           |
| Par soumission | 13           | 6           |
| Sur décision   | 4            | 7           |

| Résultat | Record | Adversaire        | Méthode                                     | Événement                                  | Date              | Round | Temps | Lieu                                     | Notes                                                            |
| -------- | ------ | ----------------- | ------------------------------------------- | ------------------------------------------ | ----------------- | ----- | ----- | ---------------------------------------- | ---------------------------------------------------------------- |
| Défaite  | 30-10  | Demian Maia       | Soumission (étranglement arrière)           | UFC on Fox: Maia vs. Condit                | 27 août 2016      | 1     | 1:52  | Vancouver, Colombie-Britannique, Canada  |                                                                  |
| Défaite  | 30-9   | Robbie Lawler     | Décision partagée                           | UFC 195: Lawler vs. Condit                 | 2 janvier 2016    | 5     | 5:00  | Las Vegas, Nevada, États-Unis            | Pour le titre des poids mi-moyens de l'UFC. Combat de la soirée. |
| Victoire | 30-8   | Thiago Alves      | TKO (arrêt du médecin)                      | UFC Fight Night: Condit vs. Alves          | 30 mai 2015       | 2     | 5:00  | Goiânia, Goiás, Brésil                   |                                                                  |
| Défaite  | 29-8   | Tyron Woodley     | TKO (coup de pied bas)                      | UFC 171: Hendricks vs. Lawler              | 15 mars 2014      | 2     | 2:00  | Dallas, Texas, États-Unis                |                                                                  |
| Victoire | 29-7   | Martin Kampmann   | TKO (coups de poing et coups de genou)      | UFC Fight Night: Condit vs. Kampmann 2     | 28 août 2013      | 4     | 0:54  | Indianapolis, Indiana, États-Unis        | Combat de la soirée.                                             |
| Défaite  | 28-7   | Johny Hendricks   | Décision unanime                            | UFC 158: St-Pierre vs. Diaz                | 16 mars 2013      | 3     | 5:00  | Montréal, Québec, Canada                 | Combat de la soirée.                                             |
| Défaite  | 28-6   | Georges St-Pierre | Décision unanime                            | UFC 154: St-Pierre vs. Condit              | 17 novembre 2012  | 5     | 5:00  | Montréal, Québec, Canada                 | Pour le titre des poids mi-moyens de l'UFC. Combat de la soirée. |
| Victoire | 28-5   | Nick Diaz         | Décision unanime                            | UFC 143: Diaz vs. Condit                   | 4 février 2012    | 5     | 5:00  | Las Vegas, Nevada, États-Unis            | Remporte le titre intérimaire des poids mi-moyens de l'UFC.      |
| Victoire | 27-5   | Dong Hyun Kim     | TKO (coup de genou sauté et coups de poing) | UFC 132: Cruz vs. Faber 2                  | 2 juillet 2011    | 1     | 2:58  | Las Vegas, Nevada, États-Unis            | KO de la soirée.                                                 |
| Victoire | 26-5   | Dan Hardy         | KO (coup de poing)                          | UFC 120: Bisping vs. Akiyama               | 16 octobre 2010   | 1     | 4:27  | Londres, Angleterre                      | KO de la soirée.                                                 |
| Victoire | 25-5   | Rory MacDonald    | TKO (coups de poing)                        | UFC 115: Liddell vs. Franklin              | 12 juin 2010      | 3     | 4:53  | Vancouver, Colombie-Britannique, Canada  | Combat de la soirée.                                             |
| Victoire | 24-5   | Jake Ellenberger  | Décision partagée                           | UFC Fight Night: Diaz vs. Guillard         | 16 septembre 2009 | 3     | 5:00  | Oklahoma City, Oklahoma, États-Unis      |                                                                  |
| Défaite  | 23-5   | Martin Kampmann   | Décision partagée                           | UFC Fight Night: Condit vs. Kampmann       | 1er avril 2009    | 3     | 5:00  | Nashville, Tennessee, États-Unis         |                                                                  |
| Victoire | 23-4   | Hiromitsu Miura   | TKO (coups de poing)                        | WEC 35: Condit vs. Miura                   | 3 août 2008       | 4     | 4:43  | Las Vegas, Nevada, États-Unis            | Défend le titre des poids mi-moyens du WEC. Combat de la soirée. |
| Victoire | 22-4   | Carlo Prater      | Soumission (étranglement en guillotine)     | WEC 32: New Mexico                         | 13 février 2008   | 1     | 3:48  | Albuquerque, Nouveau-Mexique, États-Unis | Défend le titre des poids mi-moyens du WEC.                      |
| Victoire | 21-4   | Brock Larson      | Soumission (clé de bras)                    | WEC 29: Condit vs. Larson                  | 5 août 2007       | 1     | 2:21  | Las Vegas, Nevada, États-Unis            | Défend le titre des poids mi-moyens du WEC.                      |
| Victoire | 20-4   | John Alessio      | Soumission (étranglement arrière)           | WEC 26: Condit vs. Alessio                 | 24 mars 2007      | 2     | 4:59  | Las Vegas, Nevada, États-Unis            | Remporte le titre vacant des poids mi-moyens du WEC.             |
| Victoire | 19-4   | Kyle Jensen       | Soumission (étranglement arrière)           | WEC 25: McCullough vs. Cope                | 20 janvier 2007   | 1     | 2:10  | Las Vegas, Nevada, États-Unis            |                                                                  |
| Victoire | 18-4   | Tatsunori Tanaka  | KO (stomps)                                 | Pancrase: Blow 9                           | 25 octobre 2006   | 1     | 2:13  | Tokyo, Japon                             |                                                                  |
| Victoire | 17-4   | Takuya Wada       | Soumission (kimura)                         | Pancrase: Blow 7                           | 16 septembre 2006 | 3     | 4:22  | Tokyo, Japon                             |                                                                  |
| Victoire | 16-4   | Koji Oishi        | TKO (arrêt du médecin)                      | Pancrase: 2006 Neo-Blood Tournament Finals | 28 juillet 2006   | 3     | 1:01  | Tokyo, Japon                             |                                                                  |
| Défaite  | 15-4   | Pat Healy (en)    | Soumission (étranglement arrière)           | Extreme Wars 3: Bay Area Brawl             | 3 juin 2006       | 3     | 2:53  | Oakland, Californie, États-Unis          |                                                                  |
| Défaite  | 15-3   | Jake Shields      | Décision unanime                            | Rumble on the Rock 9                       | 21 avril 2006     | 3     | 5:00  | Honolulu, Hawaï, États-Unis              | Finale du tournoi des poids mi-moyens du ROTR.                   |
| Victoire | 15-2   | Frank Trigg       | Soumission (étranglement bras-tête)         | Rumble on the Rock 9                       | 21 avril 2006     | 1     | 1:22  | Honolulu, Hawaï, États-Unis              | Deuxième tour du tournoi des poids mi-moyens du ROTR.            |
| Victoire | 14-2   | Renato Verissimo  | TKO (coups de genou et coups de poing)      | Rumble on the Rock 8                       | 20 janvier 2006   | 1     | 0:17  | Honolulu, Hawaï, États-Unis              | Premier tour du tournoi des poids mi-moyens du ROTR.             |
| Victoire | 13-2   | Ross Ebanez       | TKO (coups de poing)                        | ROTR: Just Scrap                           | 5 novembre 2005   | 1     | 1:27  | Hilo, Hawaï, États-Unis                  |                                                                  |
| Défaite  | 12-2   | Satoru Kitaoka    | Soumission (clé de talon)                   | Pancrase: Spiral 8                         | 2 octobre 2005    | 1     | 3:57  | Yokohama, Japon                          |                                                                  |
| Victoire | 12-1   | Isidro Gonzalez   | Soumission (clé de bras)                    | ROF 19: Showdown                           | 10 septembre 2005 | 1     | 1:06  | Castle Rock, Colorado, États-Unis        |                                                                  |
| Victoire | 11-1   | Masaki Tuchhi     | KO (coup de pied à la tête)                 | PNRF: Demolition                           | 18 juin 2005      | 1     | 4:35  | Albuquerque, Nouveau-Mexique, États-Unis |                                                                  |
| Victoire | 10-1   | Randy Hauer       | KO (coups de poing)                         | FightWorld 3                               | 27 novembre 2004  | 1     | 1:27  | Albuquerque, Nouveau-Mexique, États-Unis |                                                                  |
| Victoire | 9-1    | Will Bradford     | TKO (coups de poing)                        | WBC: Sanchez vs. Wilson                    | 13 novembre 2004  | 1     | 1:30  | Bernalillo, Nouveau-Mexique, États-Unis  |                                                                  |
| Défaite  | 8-1    | Carlo Prater      | Soumission (étranglement en triangle)       | FightWorld 2                               | 11 septembre 2004 | 1     | 2:51  | Albuquerque, Nouveau-Mexique, États-Unis |                                                                  |
| Victoire | 8-0    | Brandon Melendez  | Soumission (étranglement en triangle)       | ROF 12: Nemesis                            | 22 mai 2004       | 1     | 0:50  | Castle Rock, Colorado, États-Unis        |                                                                  |
| Victoire | 7-0    | Jarvis Brennaman  | Soumission (clé de bras)                    | KOTC 35: Acoma                             | 28 février 2004   | NC    | NC    | Nouveau-Mexique, États-Unis              |                                                                  |
| Victoire | 6-0    | Brad Gumm         | TKO (coups de poing)                        | ROF 11: Bring it On                        | 10 janvier 2004   | 1     | 1:11  | Castle Rock, Colorado, États-Unis        |                                                                  |
| Victoire | 5-0    | David Lindemeyer  | Soumission (clé de bras)                    | KOTC 26: Gladiator Challenge               | 3 août 2003       | 1     | 0:46  | Acoma, Nouveau-Mexique, États-Unis       |                                                                  |
| Victoire | 4-0    | Tyrell McElroy    | Soumission (étranglement)                   | Triple Threat: Fight Night 1               | 6 avril 2003      | 1     | 2:49  | Albuquerque, Nouveau-Mexique, États-Unis |                                                                  |
| Victoire | 3-0    | Antonio Zamora    | TKO (coups de poing)                        | Fresquez Productions                       | 15 mars 2003      | 1     | 0:29  | Acoma, Nouveau-Mexique, États-Unis       |                                                                  |
| Victoire | 2-0    | Tommy Gouge       | Soumission (clé de bras)                    | Reality Fighting Championships 1           | 25 janvier 2003   | 1     | 0:45  | Oklahoma City, Oklahoma, États-Unis      |                                                                  |
| Victoire | 1-0    | Nick Roscorla     | Soumission (étranglement arrière)           | Aztec Challenge 1                          | 6 septembre 2002  | 1     | 0:52  | Juárez, Mexique                          |                                                                  |